# Dragoș Anastasiu
Michael-Dragoș Anastasiu (ur. 5 czerwca 1964 w Bukareszcie) – rumuński przedsiębiorca, od 2025 wicepremier.

## Życiorys
W 1982 wyemigrował do Niemiec, ukończył studia medyczne na Uniwersytecie Johanna Wolfganga Goethego we Frankfurcie nad Menem. W pierwszej połowie lat 90. pracował jako lekarz w szpitalu we Frankfurcie nad Menem. Zajął się następnie działalnością biznesową w sektorze transportowym i turystycznym. Założył dwa przedsiębiorstwa, które weszły w skład europejskiego zrzeszenia przewoźników Eurolines. Wprowadzał na rynek rumuński niemiecki koncern turystyczny TUI, współpracował też z marką FlixBus i przedsiębiorstwem Enterprise Rent-A-Car. W 2019 przekazał swoje aktywa z branży turystycznej do grupy DER Touristik. Działacz organizacji gospodarczych, przewodniczył rumuńsko-niemieckiej izbie przemysłowo-handlowej. Udzielał się też jako juror w rumuńskiej wersji programu Dragons’ Den w TVR2.
W 2025 był doradcą pełniącego obowiązki prezydenta Ilie Bolojana do spraw relacji z biznesem. W czerwcu tego samego roku objął urząd wicepremiera w jego nowo utworzonym rządzie.